# Adelaide International 2024 - Qualificazioni singolare femminile
Le qualificazioni del singolare dell'Adelaide International 2024 sono un torneo di tennis preliminare per accedere alla fase finale della manifestazione disputate il 6 e 7 gennaio 2024. Le vincitrici dell'ultimo turno sono entrate di diritto nel tabellone principale. In caso di ritiro di una o più giocatrici aventi diritto sono subentrati i Lucky loser, ossia le giocatrici che hanno perso nell'ultimo turno ma che avevano una classifica più alta rispetto alle altre partecipanti che avevano comunque perso nel turno finale.

## Teste di Serie
1. Marta Kostjuk (spostata nel tabellone principale)
2. Kateřina Siniaková (qualificata)
3. Camila Giorgi (primo turno)
4. Katie Boulter (qualificata)
5. Anastasija Pavljučenkova (qualificata)
6. Cristina Bucșa (ultimo turno, lucky loser)

1. Ana Bogdan (ultimo turno, lucky loser)
2. Bernarda Pera (ultimo turno, lucky loser)
3. Elina Avanesjan (primo turno)
4. Ashlyn Krueger (ultimo turno, lucky loser)
5. Anna Kalinskaja (qualificata)
6. Taylor Townsend (ultimo turno, lucky loser)

## Qualificate
1. Aljaksandra Sasnovič
2. Kateřina Siniaková
3. Claire Liu

1. Katie Boulter
2. Anastasija Pavljučenkova
3. Anna Kalinskaja

### Lucky losers
1. Cristina Bucșa
2. Ashlyn Krueger
3. Bernarda Pera

1. Ana Bogdan
2. Taylor Townsend

## Tabellone

### Legenda
| - Q = Qualificato - WC = Wild card - LL = Lucky loser | - ALT = Alternate - SE = Special Exempt - PR = Protected Ranking | - w/o = Walkover - r = Ritirato - d = Squalificato |

### Sezione 1
|  | Primo turno | Primo turno            | Primo turno | Primo turno | Primo turno |  |  | Secondo turno | Secondo turno        | Secondo turno        | Secondo turno | Secondo turno |  |
|  |             |                        |             |             |             |  |  |               |                      |                      |               |               |  |
|  | Alt         | Ulrikke Eikeri         | 6           | 5           | 7           |  |  |               |                      |                      |               |               |  |
|  | Alt         | Samantha Murray Sharan | 3           | 7           | 5           |  |  | Alt           | Ulrikke Eikeri       | Ulrikke Eikeri       | 3             | 2             |  |
|  |             | Aljaksandra Sasnovič   | 7           | 4           | 6           |  |  |               | Aljaksandra Sasnovič | Aljaksandra Sasnovič | 6             | 6             |  |
|  | 9           | Elina Avanesjan        | 64          | 6           | 2           |  |  |               |                      |                      |               |               |  |

### Sezione 2
|  | Primo turno | Primo turno        | Primo turno        | Primo turno | Primo turno |  |  | Secondo turno | Secondo turno      | Secondo turno      | Secondo turno | Secondo turno |  |
|  |             |                    |                    |             |             |  |  |               |                    |                    |               |               |  |
|  | 2           | Kateřina Siniaková | Kateřina Siniaková | 6           | 7           |  |  |               |                    |                    |               |               |  |
|  |             | Wang Yafan         | Wang Yafan         | 3           | 63          |  |  | 2             | Kateřina Siniaková | Kateřina Siniaková | 6             | 6             |  |
|  |             | Tamara Korpatsch   | Tamara Korpatsch   | 63          | 5           |  |  | 8             | Bernarda Pera      | Bernarda Pera      | 3             | 1             |  |
|  | 8           | Bernarda Pera      | Bernarda Pera      | 7           | 7           |  |  |               |                    |                    |               |               |  |

### Sezione 3
|  | Primo turno | Primo turno       | Primo turno   | Primo turno | Primo turno |  |  | Secondo turno | Secondo turno   | Secondo turno   | Secondo turno | Secondo turno |  |
|  |             |                   |               |             |             |  |  |               |                 |                 |               |               |  |
|  | 3           | Camila Giorgi     | Camila Giorgi | 3           | 1           |  |  |               |                 |                 |               |               |  |
|  |             | Claire Liu        | Claire Liu    | 6           | 6           |  |  |               | Claire Liu      | Claire Liu      | 6             | 6             |  |
|  | WC          | Tina Nadine Smith | 4             | 6           | 2           |  |  | 12            | Taylor Townsend | Taylor Townsend | 4             | 1             |  |
|  | 12          | Taylor Townsend   | 6             | 3           | 6           |  |  |               |                 |                 |               |               |  |

### Sezione 4
|  | Primo turno | Primo turno       | Primo turno       | Primo turno | Primo turno |  |  | Secondo turno | Secondo turno  | Secondo turno  | Secondo turno | Secondo turno |  |
|  |             |                   |                   |             |             |  |  |               |                |                |               |               |  |
|  | 4           | Katie Boulter     | 6                 | 5           | 6           |  |  |               |                |                |               |               |  |
|  |             | Alycia Parks      | 4                 | 7           | 0           |  |  | 4             | Katie Boulter  | Katie Boulter  | 7             | 6             |  |
|  |             | Kamilla Rakhimova | Kamilla Rakhimova | 5           | 2           |  |  | 10            | Ashlyn Krueger | Ashlyn Krueger | 61            | 1             |  |
|  | 10          | Ashlyn Krueger    | Ashlyn Krueger    | 7           | 6           |  |  |               |                |                |               |               |  |

### Sezione 5
|  | Primo turno | Primo turno              | Primo turno              | Primo turno | Primo turno |  |  | Secondo turno | Secondo turno            | Secondo turno            | Secondo turno | Secondo turno |  |
|  |             |                          |                          |             |             |  |  |               |                          |                          |               |               |  |
|  | 5           | Anastasija Pavljučenkova | Anastasija Pavljučenkova | 6           | 6           |  |  |               |                          |                          |               |               |  |
|  | WC          | Alexandra Osborne        | Alexandra Osborne        | 0           | 3           |  |  | 5             | Anastasija Pavljučenkova | Anastasija Pavljučenkova | 6             | 6             |  |
|  |             | Kristina Mladenovic      | Kristina Mladenovic      | 1           | 2           |  |  | 7             | Ana Bogdan               | Ana Bogdan               | 2             | 2             |  |
|  | 7           | Ana Bogdan               | Ana Bogdan               | 6           | 6           |  |  |               |                          |                          |               |               |  |

### Sezione 6
|  | Primo turno | Primo turno     | Primo turno     | Primo turno | Primo turno |  |  | Secondo turno | Secondo turno   | Secondo turno   | Secondo turno | Secondo turno |  |
|  |             |                 |                 |             |             |  |  |               |                 |                 |               |               |  |
|  | 6           | Cristina Bucșa  | Cristina Bucșa  | 6           | 6           |  |  |               |                 |                 |               |               |  |
|  | WC          | Tahlia Kokkinis | Tahlia Kokkinis | 0           | 1           |  |  | 6             | Cristina Bucșa  | Cristina Bucșa  | 0             | 2             |  |
|  | WC          | Elena Micic     | Elena Micic     | 2           | 1           |  |  | 11            | Anna Kalinskaja | Anna Kalinskaja | 6             | 6             |  |
|  | 11          | Anna Kalinskaja | Anna Kalinskaja | 6           | 6           |  |  |               |                 |                 |               |               |  |